# Democracia inclusiva
Democracia inclusiva é uma teoria política e um projeto político que aspira a democracia direta, democracia econômica em uma economia sem Estado, sem moeda e sem mercado, autogestão (democracia no campo social) e democracia ecológica. O projeto teórico da Democracia Inclusiva (DI; distinto do projeto político que é parte das tradições democrática e de autonomia) emergiu do trabalho do filósofo político, ex-acadêmico e ativista Takis Fotopoulos em Towards An Inclusive Democracy e foi depois desenvolvido por ele e outros autores no periódico Democracy & Nature e seu sucessor The International Journal of Inclusive Democracy, um periódico eletrônico disponível gratuitamente e publicado pela International Network for Inclusive Democracy.
De acordo com Arran Gare, Towards an Inclusive Democracy "oferece uma nova e poderosa interpretação da história e dinâmica destrutiva do mercado e fornece uma inspiradora visão nova do futuro em lugar tanto do neoliberalismo e das formas existentes de socialismo". Ademais, como aponta David Freeman, embora a abordagem de Fotopoulos "não seja abertamente o anarquismo, todavia o anarquismo parece ser a categoria formal dentro da qual ele trabalha, dado o seu compromisso com a democracia direta, o municipalismo e a abolição do estado, moeda e economia de mercado".

## Definição
Fotopoulos descreve a Democracia Inclusiva como "uma nova concepção de Democracia, que, usando como ponto de partida a sua definição clássica, expressa a democracia em termos de democracia política direta, democracia econômica (além dos confins da economia de mercado e do planejamento estatal), bem como democracia no campo social e democracia ecológica. Em suma, a Democracia Inclusiva é uma forma de organização social que re-integra a sociedade com a economia, a política e a natureza. O conceito de Democracia Inclusiva é derivado de uma síntese de duas importantes tradições históricas, a democrática clássica e a socialista, embora ela também inclua radicais verdes, feministas, e movimentos de libertação no Sul".
O ponto de partida do projeto da DI é que o mundo, no princípio do novo milênio, enfrenta uma crise multi-dimensional (econômica, ecológica, social, cultural e política), que se mostra causada pela concentração de poder nas mãos de várias elites. Isto é interpretado como o resultado do estabelecimento, nos últimos séculos, do sistema de economia de mercado (no sentido Polanyiano), democracia representative, e as formas relacionadas de estrutura hierárquica. Portanto, uma Democracia Inclusiva não é vista simplesmente como uma utopia, mas talvez como a única via para sair da crise, baseada no distribuição igualitária de poder em todos os níveis.
Nesta concepção de democracia, a esfera pública inclui não apenas a esfera política, como é usual no projeto republicano ou democrático (Hannah Arendt, Cornelius Castoriadis, Murray Bookchin et al.), mas também nas esferas econômica, "social" e ecológica. A esfera política é a esfera da tomada de decisão política, a área em que o poder político é exercido. A esfera econômica é a esfera da tomada de decisão econômica, a área em que o poder econômico é exercido com respeito às amplas escolhas econômicas que qualquer sociedade da escassez tem que tomar. A esfera social é a esfera de tomada de decisão no local de trabalho, na escola e em qualquer outra instituição econômica ou cultura que seja um elemento constituinte de uma sociedade democrática. A esfera pública poderia ser ampliada para incluir a "esfera ecológica", que pode ser definida como a esfera das relações entre a sociedade e a natureza. Portanto, a esfera pública, em contraste com a esfera privada, inclui qualquer área de atividade humana na qual decisões podem ser tomadas coletivamente e democraticamente.
De acordo com estes quatro campos, podemos distinguir entre quatro principais elementos constituintes de uma Democracia Inclusiva: o político, o econômico, "democracia no campo social" e o ecológico. Os três primeiros elementos formam o arcabouço institucional, que visa a igual distribuição de poder político, econômico e social, respectivamente. Neste sentido, estes elementos definem um sistema, que visa a eliminação efetiva da dominação do homem sobre o homem. Similarmente, a democracia ecológica é definida como o arcabouço institucional que visa a eliminar qualquer tentativa humana de dominar o mundo natural, em outras palavras, o sistema, que objetiva reintegrar os homens e a natureza.

## Arcabouço Institucional

### Democracia política ou direta
A condição necessária para o estabelecimento de uma democracia política envolve a criação de instituições apropriadas, que assegurem uma distribuição igual do poder político entre todos os cidadãos. Todas as decisões políticas (incluindo aquelas relacionadas à formação e execução de leis) são tomadas coletivamente pelo corpo de cidadãos e sem representação. O corpo de cidadãos de uma área geográfica particular consiste de todos os residentes acima de uma certa idade madura e sem distinção de sexo, raça, identidade étnica ou cultural. A idade madura é definida pelo próprio corpo de cidadãos.
A condição suficiente para a reprodução de uma democracia política refere-se ao nível de consciência democrática dos cidadãos e, como apontam David Gabbard & Karen Appleton, "a responsabilidade de cultivar a consciência democrática que é um requisito desta concepção de cidadania remonta à paideia" que envolve não simplesmente educação mas o desenvolvimento do caráter e um conhecimento e habilidades bem bem-desenvolvidos, i.e. a educação do indivíduo como cidadão, que por si mesmo pode dar conteúdo substantivo ao espaço público. Isto é assim particularmente porque a democracia somente pode ser fundamentada na escolha consciente dos cidadãos por autonomia individual e coletiva. Assim ela não pode ser o resultado de quaisquer "leis" ou tendências sociais, econômicas ou naturais dialeticamente levando a ela, para não falar de quaisquer dogmas e preconceitos divinos ou místicos. Neste sentido, nem a democracia representativa nem a democracia soviética reúnem as condições para a democracia política, e são simplesmente formas de oligarquia política, onde o poder político é concentrado nas mãos de várias elites, i.e. políticos profissionais e burocratas do partido, respectivamente.
A unidade básica da tomada de decisão em uma Democracia Inclusiva é a assembleia demótica, i.e. a assembleia de demos, o corpo de cidadãos em uma dada área geográfica que pode abranger uma cidade e as vilas circunjacentes, ou mesmo bairros de grandes cidades. Isto é muito próximo ao conceito de 'vila urbana' proposto hoje em dia pelos adeptos da economia de de-crescimento. Contudo, afora as decisões locais, muitas decisões importantes são feitas a nível regional ou confederativo. Isto ocorre porque, como observa Serge Latouche, a meta da Democracia Inclusiva "pressupõe a confederação de demoi" composta de pequenas unidades homogêneas de cerca de 30,000 pessoas. Portanto, uma Democracia Inclusiva hoje só pode assumir a forma de uma democracia confederativa que é baseada em uma rede de conselhos administrativos cujos membros ou delegados são eleitos face-a-face por assembleias democráticas populares nos vários demoi. Assim, seu papel é puramente administrativo e prático, não de elaboração de políticas como as dos representantes em uma democracia representativa.
O corpo de cidadãos é aconselhado por especialistas mas é o corpo de cidadãos que funciona como o tomador de decisões final. Autoridade pode ser delegada a um segmento do corpo de cidadãos para levar a cabo tarefas específicas, por exemplo para servir como membros de tribunais populares, ou de conselhos regionais e confederativos. Tal delegação é feita, a princípio, por lotes, numa base rotativa, e é sempre revogável pelo corpo de cidadãos. Delegados dos corpos regionais e confederativos devem ter mandatos específicos.
Finalmente, a democracia política ou direta implica numa concepção de cidadania muito diferente das concepções liberal e socialista usuais. Nesta concepção, a atividade política não é um meio para um fim, mas um fim em si mesma, de modo que alguém não se engaja na ação política simplesmente para promover o seu bem-estar mas para realizar os princípios intrínsecos à vida política, tais como liberdade, igualdade e solidariedade. Isto, em contraste com as concepções liberais e social-democratas que adotam uma visão 'instrumentalista' da cidadania, i.e. uma visão que implica que a cidadania dota os cidadãos de certos direitos que eles podem exercer como meios para a finalidade do bem-estar individual.

### Democracia econômica
O projeto da DI apresentou uma concepção de democracia econômica muito diferente da usual.
De acordo com o projeto da DI, a democracia econômica é a autoridade dos demos (comunidade) na esfera econômica — que requer a distribuição igual do poder econômico. Portanto, todas as decisões 'macro' econômicas, a saber, decisões concernentes à operação da economia como um todo (níveis gerais de produção, consumo e investimento, quantidades de trabalho e lazer implicadas, tecnologias a serem empregadas, etc.) são tomadas coletivamente pelo corpo de cidadãos e sem representação. Contudo, decisões "micro" econômicas a níveis do local de trabalho ou lar são tomadas pela unidade individual de produção ou consumo mediante um sistema proposto de cupons.
Como no caso da democracia direta, a democracia econômica hoje só é viável ao nível do demoi confederado. Ela envolve a propriedade e controle dos meios de produção pelos demos. Isto é radicalmente diferente das duas principais formas de concentração do poder econômico: as economias de crescimento capitalista e 'socialista'. Ela também é diferente dos vários tipos de capitalismo coletivista, tais como o controle pelos operários e versões mais brandas sugeridas pelos social-democratas pós-Keynesianos. Os demos, portanto, tornam-se as autênticas unidades da vida econômica.
Para que a democracia econômica seja viável, três precondições devem ser satisfeitas: Auto-confiança demótica, propriedade demótica dos meios de produção, e alocação confederativa de recursos.
•Auto-confiança demótica é definida em termos de descentralização radical e auto-confiança, não de auto-suficiência.
•Propriedade demótica dos recursos produtivos é um tipo de propriedade que leva à politização da economia, a síntese real da economia e política. Assim é porque a tomada de decisão econômica é efetuada por toda a comunidade, por meio das assembleias demóticas, onde as pessoas tomam as decisões macro-econômicas fundamentais que afetam o todo da comunidade, os cidadãos, ao invés de grupos orientados vocacionalmente (e.g. operários, como e.g. em Parecon). Ao mesmo tempo, os trabalhadores, além de participarem nas decisões demóticas acerca dos objetivos gerais do planejamento, também participariam (no sentido amplo acima de grupos vocacionalmente orientados) em suas respectivas assembleias nos locais de trabalho, em um processo de modificação/implementação do Plano Democrático e em operação em seus próprios locais de trabalho.
•Alocação confederativa de recursos é necessária porque, embora a auto-confiança permita que muitas decisões sejam feitas ao nível de comunidade, muito resta por ser decidido aos níveis regional/nacional/supra-nacional. Contudo, são os delegados (ao invés de representantes) com mandatos específicos das assembleias demóticas que estão envolvidos no processo de planejamento demótico confederativo que, em combinação com o sistema proposto de cupons, efetua a alocação de recursos em uma Democracia Inclusiva confederativa.
Um modelo de democracia econômica, como uma parte integral de uma democracia inclusiva, é descrito em Towards An Inclusive Democracy (cap 6), a primeira descrição em forma de livro da Democracia Inclusiva. A principal característica do modelo proposto, que também o diferencia dos modelos de planejamento socialista como o Parecon, é que ele pressupõe explicitamente uma economia sem estado, sem moeda e sem mercado que evita a acumulação privada da riqueza e a institucionalização de privilégios para algumas seções da sociedade,  sem depender de um místico estado de abundância pós-escassez ou do sacrifício da liberdade de escolha. O sistema proposto visa a satisfazer a dupla meta de: (a) atender as necessidade básicas de todos os cidadãos—o que requer que as decisões macro-econÔmicas básicas sejam tomadas democraticamente, e (b) assegurar liberdade de escolha—o que requer que o indivíduo tome decisões importantes que afetam a sua própria vida (que trabalho fazer, o que consumir, etc.).
Portanto, o sistema consiste de dois elementos básicos: (1) planejamento democrático, que envolve um processo de retroalimentação entre as assembleias no local de trabalho, as assembleias demóticas e a assembleia confederativa, e (2) um mercado artificial usando cupons pessoais, que assegure a liberdade de escolha mas evita os efeitos adversos dos mercados reais. Embora alguns tenham chamado este sistema "uma forma de dinheiro baseada na teoria do valor do trabalho", ele não é um modelo monetário uma vez que os cupons não podem ser usados como uma meio geral troca e armazenamento da riqueza.
Outra característica distintiva da DI é a sua distinção entre necessidades básicas e não-básicas. A remuneração é conforme a necessidade de necessidades básicas, e de acordo com o efeito das necessidades não-básicas. A DI é baseada no princípio de que atender as necessidades básicas é um direito humano fundamental garantido a todos os que estejam em condições físicas de oferecer uma quantidade mínima de trabalho. Em contraste, o Parecon garante que as necessidades básicas são satisfeitas somente até o limite em que sejam caracterizadas como bens públicos ou sejam cobertas por compaixão e por uma renda básica garantida para os desempregados e aqueles que não podem trabalhar

### Democracia no campo social
Uma Democracia Inclusiva é inconcebível a menos que se estenda ao campo social mais amplo para abranger o local de trabalho, o lar, a instituição educacional e na verdade qualquer instituição econômica ou cultural que constitua um elemento deste campo. A distribuição igualitária de poder nestas instituições e a auto-gestão são asseguradas mediante a criação de assembleias das pessoas envolvidas em cada local de trabalho ou educação (assembleias de trabalhadores, estudantes e professores, respectivamente) que tomam todas as decisões importantes sobre o funcionamento destes locais, no arcabouço das decisões tomadas pelas assembleias demóticas dos cidadãos com respeito às metas gerais de produção, educação e cultura, respectivamente. As assembleias são federativas aos níveis regional e confederal de modo que as assembleias confederativas de trabalhadores, professores, estudantes e assim por diante possam estar envolvidas em um processo de constante interação com as assembleias confederativas dos cidadãos para definir o "interesse geral" da sociedade.
Uma questão crucial com respeito à democracia na esfera social é a democratização do lar. Uma possível solução é remover a divisão entre o lar e a esfera pública. Assim, algumas autoras feministas, particularmente eco-feministas, glorificam o oikos e seus valores como um substituto para a polis e sua política. Isto pode ser entendido como uma tentativa de dissolver o público no privado. No outro extremo, algumas feministas Marxistas tentam remover a divisão público/privado pela dissolução de todo o espaço privado em um só espaço público, uma esfera socializada ou fraternal do estado. Uma outra possível solução é, levando em conta que o lar pertence à esfera privada, ‘democratizá-la’ no sentido de que as relações domésticas deveriam assumir as características de relações democráticas, e que o lar deveria assumir uma forma consistente com a liberdade de todos os seus membros.
Mas para o projeto da DI, a questão não é dissolver a divisão da esfera público/privado. A questão real é como, mantendo e ampliando a autonomia dos dois campos,  arranjos institucionais possam ser adotados que introduzam a democracia no lar e nas esfera social em geral (local de trabalho, estabelecimento educacional, etc) e ao mesmo tempo ampliar os arranjos institucionais da democracia política e econômica. Neste sentido, uma democracia efetiva só é concebível se o tempo livre for igualmente distribuído entre todos os cidadãos, o que requer o fim das atuais relações hierárquicas no lar, no local de trabalho e em outros lugares. Além disso, a democracia na esfera social, particularmente no lar, requer arranjos institucionais que reconheçam o caráter do lar como um fator de satisfação das necessidades e integrem os encargos e serviços que o lar fornece no esquema geral de satisfação das necessidades.

### Democracia ecológica
Como enfatiza Steven Best, "em claro contraste com as limitações do movimento pelos direitos dos animais e todas as outras causas reformistas, Takis Fotopoulos oferece uma ampla visão da dinâmica das instituições humanas e social, seu impacto sobre a Terra, e as consequências resultantes da própria sociedade. Combinando anti-capitalismo, democracia radical, e preocupações ecológicas no conceito de "democracia ecológica," Fotopoulos define esta noção como "o arcabouço institucional que visa a eliminação de toda tentativa humana de dominar o mundo natural, em outras palavras, como o sistema que visa a reintegrar os humanos e a natureza. Isto implica transcender a atual visão ‘instrumentalista’ da Natureza, na qual a Natureza é vista como um instrumento para o crescimento econômico, em um processo de infindável concentração de poder."
Alguns críticos da Democracia Inclusiva demandam que a garantia de uma democracia inclusive deve oferecer a garantia de um melhor relacionamento da sociedade com a natureza do que os sistemas alternativos da economia de mercado ou do estatismo socialista. Por examplo, um conhecido eco-socialista apontou que "o consenso ecológico 'requerido' entre os habitantes da ecotopia não deveria ser garantido meramente pelo estabelecimento de uma democracia Ateniense onde todos são educados e racionais". Todavia, os adeptos da DI contra-argumentam que esta crítica representa uma clara concepção errônea do que é democracia porque, "se nós a vemos como um processo de auto-instituição social onde não há nenhum código de conduta humana definido divinamente ou 'objetivamente', tais garantias são por definição excluídas. Portanto, a substituição da economia de mercado por um novo arcabouço institucional de democracia inclusive constitui somente a condição necessária para uma relação harmoniosa entre os mundos natural e social. A condição suficiente refere-se ao nível de consciência ecológica dos cidadãos. Ainda assim, pode-se razoavelmente esperar que a mudança radical no paradigma social dominante que se seguiria à instituição de uma Democracia Inclusiva, combinada com o papel decisivo que a paedeia desempenhará em um arcabouço institucional ambientalmente amigável, leve a uma mudança radical na atitude humana em relação à Natureza".
Os adeptos também sustentam que o arcabouço institucional da DI oferece a melhor esperança para um relacionamento humano com a natureza melhor do que poderia ser alcançado em uma economia de mercado ou uma baseada no estatismo socialista. Os fatores que suportam esta visão referem-se a todos os três elementos de uma democracia inclusiva: político, econômico e social.
A democracia política pressupõe uma decentralização radical (física ou administrativa) no âmbito de uma sociedade confederada, que, por si mesma, deveria ampliar o seu caráter ambientalmente amigável. Além disso, a democracia política criaria um espaço público, um fato que poderia reduzir significantivamente o apelo do materialismo ao fornecer um novo sentido de vida para preencher o vazio existencial que a atual sociedade de consumo cria. A democracia econômica substitui a dinâmica da economia capitalista de mercado levando ao crescimento per se com uma nova dinâmica social objetivando à satisfação das necessidades dos demos. Se a satisfação das necessidades demóticas não depender, como no presente, da contínua expansão da produção para cobrir as 'necessidades' que o próprio sistema de mercado cria e se a sociedade for reintegrada com a economia, então não há nenhuma razão pela qual a atual visão instrumentalista da Natureza continuará condicionando o comportamento humano. Particularmente porquê, uma vez que ao contrário dos modelos socialistas que são 'centralistas', a meta de produção em uma Democracia Inclusiva não é o crescimento econômico, mas a satisfação das necessidades básicas da comunidade e daquelas necessidades não-básicas pelas quais os membros da comunidade expressem um desejo e estejam dispostos a fazer o trabalho adicional. Isto implica numa nova definição de eficiência econômica, baseada não em estreitos critérios tecno-econômicos de minimização da entrada/maximização da saída como nos modelos socialistas como o Parecon, mas em critérios assegurando a cobertura total das necessidades básicas democraticamente definidas de todos os cidadãos bem como todas as necessidades não-básicas que eles decidam atender—mesmo se isto envolver uma certa quantidade de ineficiência segundo os critérios econômicos ortodoxos. Finalmente, a democracia na esfera social seria um passo decisivo na criação da condição suficiente para um relacionamento harmonioso natureza-sociedade porquanto a supressão gradual das relações patriarcais no lar e as relações hierárquicas em geral criariam um novo ethos de não-dominação que englobaria natureza e sociedade.

## Recursos externos
Note que vários dos recursos impressos listados abaixo também estão disponíveis online.

### Recursos online
- «Inclusive Democracy website»
- http://www.inclusivedemocracy.org/journal/ The International Journal of Inclusive Democracy website ISSN 1753-240X, um periódico eletrônico disponível gratuitamente e publicado pela International Network for Inclusive Democracy
- «Democracy & Nature website»
- «Greek Inclusive Democracy Journal website»
- «Takis Fotopoulos' Archive website»
- DOAJ - "Directory of Open Access Journals",  International Journal of Inclusive Democracy ISSN 1753-240X.
- «Inclusive Democracy - Transcrição de uma entrevista em vídeo com Takis Fotopoulos em /republicart.net/»
- «Uma Entrevista com T.Fotopoulos por Indymedia Hungary, April 2005»
- «"On the Bookchin/Biehl Resignations and the Creation of a New Liberatory Project"» e réplica em
- «"On a distorted view of the Inclusive Democracy project"»

### Recursos impressos
- Takis Fotopoulos, Towards An Inclusive Democracy (London/New York: Cassell/Continuum, 1997), 401 pp. (traduzido em Francês, Alemão, Espanhol, Italiano, Grego, Chinês).
- Takis Fotopoulos, "Inclusive Democracy" em Alternative Economies, Alternative Societies ed. por Oliver Ressler & Aneta Szylak, 240 páginas (20 páginas em cores), línguas: Inglês e Polonês, ISBN 9788392466505 (Gdansk: Wyspa Institute of Art, Poland, 2007)
- Takis Fotopoulos: "Umfassende Demokratie" em: Oliver Ressler (ed.): "ALTERNATIVE ÖKONOMIEN, ALTERNATIVE GESELLSCHAFTEN"  (Promedia-Verlag, Wien, 2008), línguas: German and Hungarian. ISBN 9783853712917.
- «The Multidimensional Crisis and Inclusive Democracy», (Tradução inglesa de um livro de mesmo título publicado em Grego, Athens: Gordios, 2005)
- «Artigo  "Inclusive Democracy" em Routledge Encyclopedia of International Political Economy», ed. by R.J. Barry Jones, (Routledge, 2001), pp. 732–740.
- «"The Inclusive Democracy project – six years on"», ensaios sobre o projeto da DI por Michael Levin, Arran Gare, David Freeman, Serge Latouche, Jean-Claude Richard, Takis Nikolopoulos, Rafael Sposito, Guido Galafassi, Takis Fotopoulos e outros Democracy & Nature,Vol. 9, No. 3 (Novembro de 2003).
- «"Debate on the Inclusive Democracy project (Parts I & II)"», The International Journal of Inclusive Democracy, Vol. 1, No. 2  (January 2005) and Vol. 1, No. 3 (May 2005).
- Takis Fotopoulos, "Globalisation and the multi-dimensional crisis: The Inclusive Democracy approach", Theomai journal, No. 4, (2nd semester 2001).
- Takis Fotopoulos, "The State, the market & (Mis)education" in Defending Public Schools, ed. by D. Gabbard & W. Ross, ISBN 9780275982959 (London: Praeger, 2004), ch. 2.
- Takis Fotopoulos, "New World Order and NATO’s war against Yugoslavia", New Political Science, vol. 24, no. 1 (March 2002), pp. 73–104.
- Takis Fotopoulos, "The Global ‘War’ of the Transnational Elite", in Critical Perspectives on Globalisation, ed. by Marina Della Giusta et al., ISBN 9781845421762, (Chelthenham, UK & Norrhampton, MA, USA: Edward Elgar publishing, 2006), ch. 28.
- Steve Best (editor), Global Capitalism and the Demise of the Left: Renewing Radicalism through Inclusive Democracy, Athens 2008, Greece: Koukkida, ISBN 9789609803854, e como um Número Especial do 'The International Journal of Inclusive Democracy', Inverno de 2009, em Inglês.